# آلاردو آلاردی

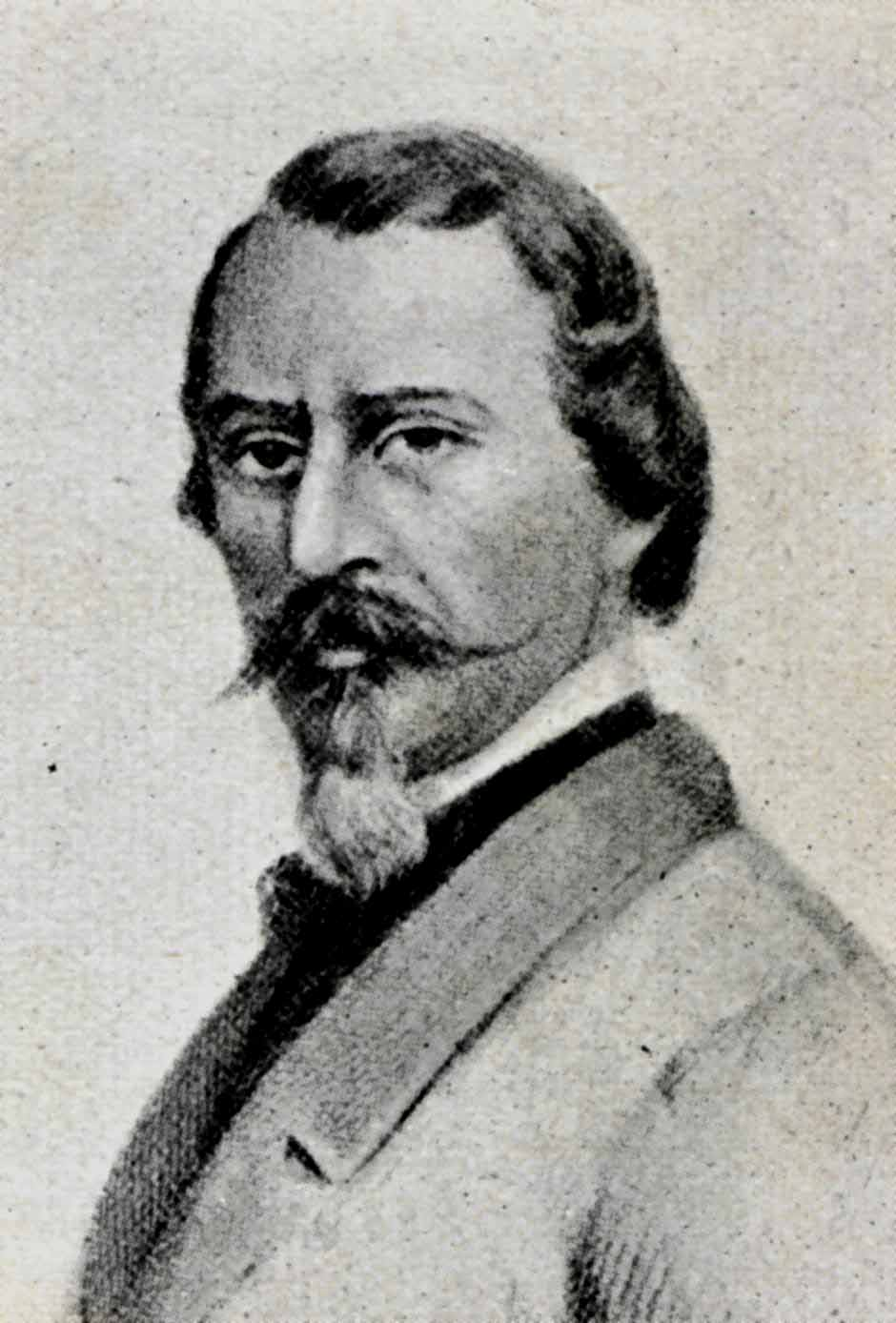
آلاردو آلاردی

آلاردو آلاردی (۱۴ نوامبر ۱۸۱۲ – ۱۷ ژوئیه ۱۸۷۸)، شاعر ایتالیایی پیرو نئو-رمانتیسم بود.

## زندگی‌نامه
آلاردو در سال ۱۸۱۲ در ورونا به دنیا آمد. او به دلیل حضور فعال در جنبش وحدت ایتالیا شناخته شده بود. در سال ۱۸۴۸ دانی‌یله مانین از او دعوت کرد تا برای جلب حمایت جمهوری ونیز به پاریس برود. او دو بار دستگیر شد: در مانتوا در سال ۱۸۵۲ و در یوزفستات در بوهمیا در سال ۱۸۵۹. پس از اتحاد ایتالیا، نماینده مجلس شد. در سال ۱۸۷۳ سناتور شد. او بعداً استاد زیبایی‌شناسی در فلورانس شد، جایی که در سال ۱۸۷۸ درگذشت
آلاردو آلئاردی، که نام اصلی او گایتانو ماریا آلئاردی بود، در سال ۱۸۱۲ در ورونا به دنیا آمد. پس از تحصیل در رشته حقوق در دانشگاه پادووا، او با علاقه به شعر و نقد هنری به ورونا بازگشت. از اولین ساخته‌های او ازدواج (۱۸۴۲)، تعالی ازدواج به عنوان بیان تمدن، و آرنالدا روکا در سال ۱۸۴۴ بود. این شعر، شخصیت اصلی تاریخی زن جوانی را داشت که در راه دفاع از ناموس خود جان خود را از دست می‌دهد: در اینجا ما جستجوی جلوه‌های نمایشی و رنگ‌آمیزی دراماتیک را که نمونه‌ای از کل آثار آلاردی است، می‌یابیم. اولین موفقیت او در سال ۱۸۴۶ با دو «نامه به مریم» به منظوم به دست آمد که در آن شاعر خطاب به دوستی، عشق افلاطونی را پیشنهاد می‌کند. این فرصتی بود تا اعتقاد خود را به جاودانگی روح ابراز کند و رنج‌های عاطفی خود را با روحیه‌ای رمانتیک بیرون بریزد.
موفقیت فوق‌العاده او در حرفه و محبوبیتش به دلیل ترکیب لحن‌های شاعرانه و احساساتی با مضامین تاریخی و میهن‌پرستانه است، مانند آثاری مانند «مونته سیرکلو» (۱۸۵۶)، «ضد شهر ایتالیایی دریایی و تجاری» (۱۸۵۶) و «رافائلو و فورنارینا» (۱۸۵۸). در دهه ۱۸۵۰ او دو بار توسط اتریشی‌ها زندانی شد: در منتووا در ۱۸۵۲ و در جوزفستاد در بوهم در ۱۸۵۹.
پس از اتحاد ایتالیا، او عضو پارلمان شد. در سال ۱۸۷۳ به مقام سناتوری رسید. بعدها استاد زیبایی‌شناسی در آکادمی هنرهای زیبای فلورانس شد و در سال ۱۸۷۸ در همانجا درگذشت.